# NGC 3091
NGC 3091 је елиптична галаксија у сазвежђу Хидра која се налази на NGC листи објеката дубоког неба.
Деклинација објекта је - 19° 38' 12" а ректасцензија 10h 0m 14,1s. Привидна величина (магнитуда) објекта NGC 3091 износи 11,2 а фотографска магнитуда 12,2. Налази се на удаљености од 48,330 милиона парсека од Сунца. NGC 3091 је још познат и под ознакама ESO 566-41, MCG -3-26-7, HCG 42A, PGC 28927.